# Jerdon-csuk
A Jerdon-csuk (Saxicola jerdoni) a madarak osztályának a verébalakúak (Passeriformes) rendjéhez és a  légykapófélék (Muscicapidae) családjához tartozó faj.

## Rendszerezése
A fajt Edward Blyth angol zoológus írta le 1867-ben, az Oreicola nembe Oreicola jerdoni néven. Tudományos faji és magyar nevét Thomas C. Jerdon angol zoológus tiszteletére kapta.

## Előfordulása
Banglades, India, Kína, Laosz, Mianmar, Nepál, Thaiföld és Vietnám területén honos.
Természetes élőhelyei a szubtrópusi vagy trópusi gyepek és cserjések, valamint szántóföldek és öntözőcsatornák. Állandó, nem vonuló faj.

## Megjelenése
Testhossza 15 centiméter.

## Természetvédelmi helyzete
Az elterjedési területe rendkívül nagy, egyedszáma pedig stabil. A Természetvédelmi Világszövetség Vörös listáján nem fenyegetett fajként szerepel.